# Joseph M. Smith
Pour les articles homonymes, voir Joseph Smith (homonymie) et Smith.
Joseph M. Smith (né le 12 janvier 1973 à Pomona, Californie) est un acteur, scénariste et producteur américain pour le cinéma.

## Biographie
Joseph M. Smith est diplômé de l'American Film Institute. Il a épousé Jessica Paré le 10 août 2007.

## Filmographie

### comme acteur
- 2004 : See This Movie de David M. Rosenthal
- 2006 : A.W.O.L. de Jack Swanstrom

### comme scénariste
- 2004 : See This Movie de David M. Rosenthal
- 2008 : The Golden Door de David M. Rosenthal

### comme producteur
- 1998 : The Last Tzaddik de Michael Zaidan
- 1999 : Absence de David M. Rosenthal
- 2002 : Dylan's Run de Steven Johnson et David M. Rosenthal
- 2002 : Waiting for Anna de David M. Rosenthal
- 2002 : Footprints de E. Marshall
- 2003 : Exposed  de Misti Barnes
- 2004 : See This Movie de David M. Rosenthal
- 2008 : The Golden Door de David M. Rosenthal

## Récompenses
- 2004 : Best of the Fest dans la catégorie Meilleur long métrage pour See This Movie, partagé avec David M. Rosenthal (réalisateur)